# Rick Burch

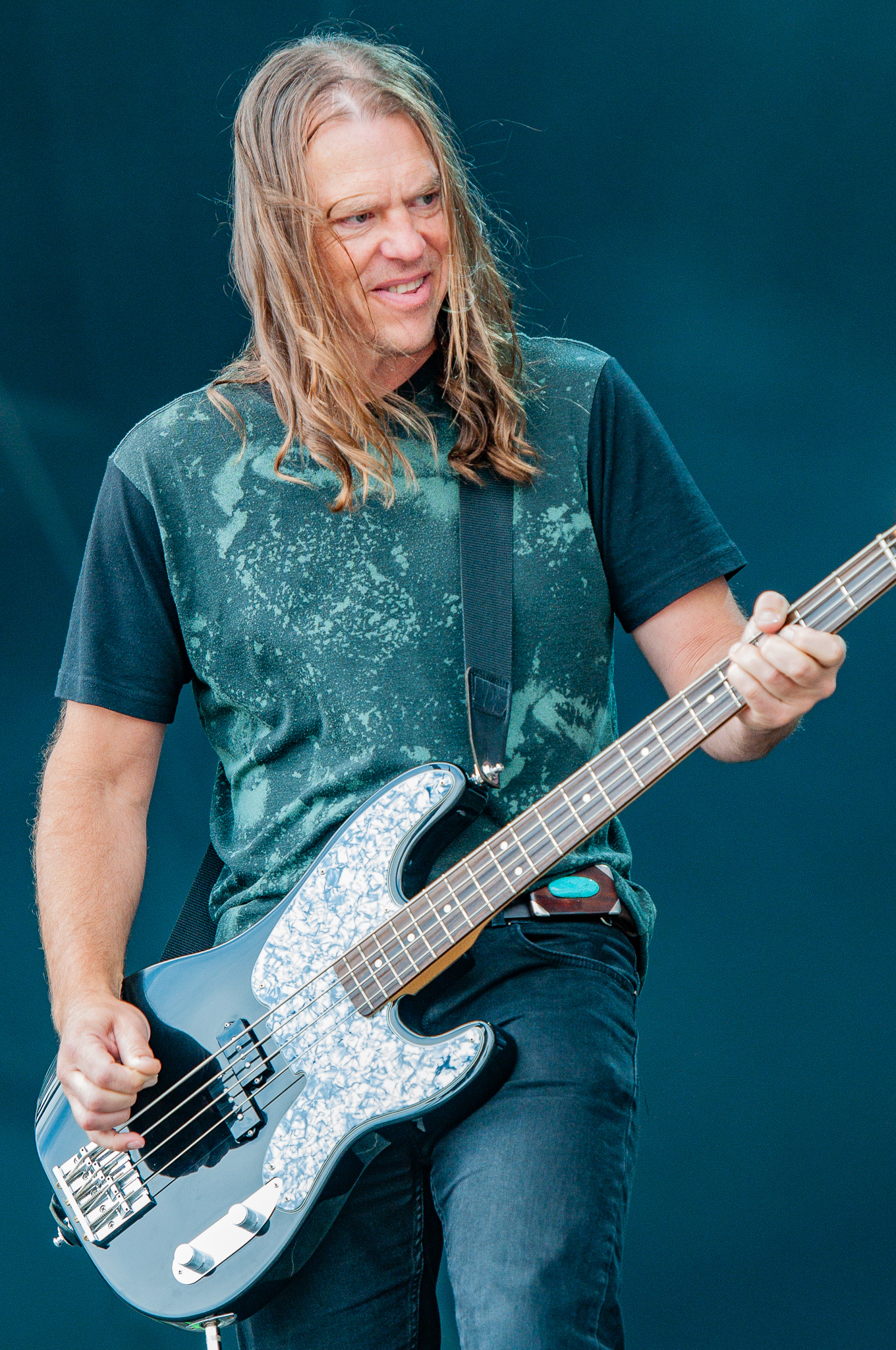
Rick Burch (Rock Im Park 2018)

Richard E. Burch nació el 4 de febrero de 1975 en Mesa, Arizona. Es miembro de Jimmy Eat World, donde toca como bajista. Entró sustituyendo a Mitch Porter, bajo original de la banda, a comienzos de la fundación del grupo cuando aún no habían editado ningún álbum de estudio.
En 2016, se convirtió en propietario de la fábrica de licores CaskWerks Distilling Co.